# Daphne arbuscula
Daphne arbuscula es una especie de planta leñosa perteneciente a la familia Thymelaeaceae, originaria de Eslovaquia. 

## Distribución y hábitat
Es endémica del Parque nacional Muránska Planina, donde crece en laderas rocosas y soleadas terrazas de roca, sobre todo en sitios con exposición al sur o suroeste, en la piedra caliza de la roca madre, a una altitud de 800-1300 metros

## Descripción
Se trata de un arbusto enano de hoja perenne que crece hasta los 15 cm de altura, con hojas de color verde oscuro y flores angostas de color rosa muy fragantes en racimos densos en primavera. La especie está en peligro de extinción y está protegido por la ley en Eslovaquia, así como por la legislación europea y el Convenio de Berna relativo a la Conservación de la Vida Silvestre y Hábitats Naturales. Esta planta ha ganado la medalla Award of Garden Merit de la Royal Horticultural Society.

## Taxonomía
Daphne arbuscula fue descrita por Ladislav Josef Čelakovský y publicado en Sitzungsberichte der Königlichen Böhmischen Gesellschaft der Wissenschaften, Mathematisch-Naturwissenschaftliche Classe 1: 215–218. 1890.
Etimología
Daphne; nombre genérico que lo encontramos mencionado por primera vez en los escritos del médico, farmacéutico y botánico griego que practicaba en la antigua Roma; Dioscórides (Anazarba, Cilicia, en Asia Menor, c. 40 - c. 90). Probablemente en la denominación de algunas plantas de este género se recuerda la leyenda de Apolo y Dafne. El nombre de Daphne en griego significa "laurel", ya que las hojas de estas plantas son muy similares a las del laurel.
arbuscula: epíteto latino que significa "como un pequeño árbol".
Sinonimia
- Daphne abietina (Borbás ex Celak.) Borbás
- Daphne cneorum var. abietina Borbás ex Celak.
- Daphne cneorum var. hirsuta Celak.
- Daphne juranyana V.A.Richt.[7]